# Brian Ferneyhough

Brian Ferneyhough

Brian Ferneyhough (Coventry, 16 januari 1943) is een Britse componist. Zijn werk kenmerkt zich door een ongewone ritmische en melodische complexiteit, die het modernisme van de jaren '50 en '60 in herinnering roept. Ferneyhough heeft in verschillende genres gecomponeerd, maar werd het bekendst door zijn strijkkwartetten.

## Leven
Ferneyhough, geboren in Coventry, ontving muzikaal onderricht aan de Birmingham School of Music en de Royal Academy of Music, bij Lennox Berkeley. Na het ontvangen van het Mendelssohn Scholarship in 1968 vertrok hij naar Amsterdam, om te studeren bij Ton de Leeuw, en naar Bazel, waar hij bij Klaus Huber in de leer ging.
Op het continent werden zijn stukken gunstiger ontvangen dan in het Verenigd Koninkrijk, waar toen een zeer conservatieve muziekcultuur heerste. Tijdens het Festival de Royan van 1974 trok zijn werk voor het eerst de aandacht: hier werden zijn fluitstuk Cassandra's Dream Song en een missa brevis voor twaalf stemmen uitgevoerd. Zijn werk zou nog vaak gespeeld worden op nieuwemuziekfestivals: zo voerde men in Donaueschingen een jaar later zijn Motion Study uit. Ook gaf hij regelmatig colleges aan de Darmstadter Ferienkurse.
Tussen 1973 en 1986 was Ferneyhough compositieleraar aan de Hogeschool voor Muziek in Freiburg im Breisgau. In de Verenigde Staten, waar verschillende universiteiten een leergang compositie aanbieden (gewoonlijk uitgesproken modernistisch), kreeg Ferneyhough verscheidene posities. Van 1987 tot 1999 was hij professor in de muziek aan de Universiteit van Californië - San Diego. In 2000 kreeg hij een soortgelijke positie in Stanford. In het academisch jaar 2007/08 was hij bovendien gastprofessor aan de Harvard-universiteit.
de Ernst von Siemens Muziekprijs werd in 2007 aan Ferneyhough uitgereikt. Sinds 2009 is hij lid van de Koninklijke Zweedse Muziekacademie.

## Werk
Ferneyhoughs muziek kenmerkt zich zoals gezegd door een grote complexiteit. De verschillende stemmen bewegen bijna onafhankelijk van elkaar in een ritme dat vaak bestaat uit twee lagen antimetrische figuren (een antimetrische hoofdverdeling onderverdeeld in eveneens antimetrische noten). Bovendien bevatten de melodieën kwarttonen en verschilt de vereiste uitvoering dikwijls van noot tot noot. Vanzelfsprekend stelt alleen de notatie al hoge eisen aan de uitvoerenden; ook technisch zijn de werken verre van gemakkelijk te spelen. Het werk doet door dit alles denken aan modernisten als Karlheinz Stockhausen en Luigi Nono - het is hooguit nóg complexer - maar in tegenstelling tot deze componisten gaat Ferneyhough intuïtief te werk en gebruikt hij geen seriële technieken.
Brian Ferneyhough en verschillende geestverwanten van zijn generatie (waaronder Michael Finnissy) worden soms gerekend tot de Nieuwe Complexiteit. Deze term is omstreden; musicoloog Richard Taruskin merkte op dat "nog altijd complex" een betere omschrijving is, omdat deze groep de intussen uit de mode geraakte idealen van het modernisme blijft hooghouden. Met zijn compromisloze muziek zorgt Ferneyhough voor sterk verdeelde reacties in de Nieuwe Muziekwereld. Onder meer het Nieuw Ensemble en het Arditti-kwartet voeren zijn composities regelmatig uit.
- Bibliothèque nationale de France: cb13893870x (data)
- CiNii: DA08852398
- Gemeinsame Normdatei: 11901873X
- International Standard Name Identifier: 0000 0001 0991 7999
- Library of Congress Control Number: n81132024
- MusicBrainz: e334b21b-f49c-4878-b9f2-8bb2789530ba
- Nationale Bibliotheek van Tsjechië: kup19990000026876
- Nationale Bibliotheek van Israël: 987007283533205171
- Nederlandse Thesaurus van Auteursnamen: 073736163
- LIBRIS: 310451
- SNAC: w6xw6rb1
- Système universitaire de documentation: 033267685
- Virtual International Authority File: 78779711
- WorldCat: E39PBJyh6PxcRdtfHXVJcGMgKd